# Carl Ahlberg (företagsledare)
Carl Wilhelm Ahlberg, född 25 juli 1870 i Bitterna, Skaraborgs län, död 5 juli 1933 i Göteborg, var en svensk försäkringsdirektör.
Han var son till lantbrukaren Carl Ahlberg och Mina Florell och gifte sig 1907 med lantbrukardottern Emma Holm. Efter studentexamen 1890 studerade han vid Göteborgs handelsinstitut och anställdes 1891 i Försäkringsaktiebolaget Ocean. Han grundade även en egen firma, Edgren & Ahlberg och verkade även som disponent vid Motala verkstads nya aktiebolag 1908–1910. Tillsammans med svenska redare bildade han Ångfartygsförsäkringsföreningen Robur och blev dess förste VD. 1912–1933 var han verkställande direktör för Försäkringsaktiebolaget Ocean i Göteborg.
Ahlberg var även ledamot i olika styrelser, främst bolag inom försäkringsväsendet. Han är begravd på Östra kyrkogården i Göteborg.